# 1974 год в театре
1974 год в театре

## Премьеры
- 22 июня — в БДТ — «Энергичные люди» по одноимённой пьесе В. Шукшина.
- 19 декабря — в Театре имени Вахтангова — «Театральная фантазия»
- 24 декабря — в драмтеатре имени Станиславского — «Стрепетова» с Риммой Быковой в главной роли.
- 24 декабря — в «Современнике» — «Из записок Лопатина» в ролях Валентин Гафт, Марина Неёлова, Константин Райкин, Олег Даль и др.

## Персоналии

### Родились
- 1 февраля — Бирюков, Алексей Юрьевич, российский актёр театра и кино
- 17 февраля — Капралова, Марина Владимировна, российская актриса театра и кино
- 24 февраля — Клишин, Олег Юрьевич, российский актёр театра и кино
- 25 марта — Раппопорт, Ксения Александровна, актриса Санкт-Петербургского Малого драматического театра
- 23 апреля — Галахова, Екатерина Анатольевна, российская актриса театра и кино
- 10 июня — Стычкин, Евгений Алексеевич, российский актёр театра и кино
- 10 августа — Антипенко, Григорий Александрович, российский актёр театра и кино
- 22 августа — Башаров, Марат Алимжанович, актёр театра и кино
- 23 декабря — Глазкова, Мария Владимировна, российская актриса театра и кино
- 30 декабря — Витовская, Ирма Григорьевна, украинская актриса театра и кино

### Скончались
- 1 февраля — Рыскулов, Муратбек Рыскулович, советский актёр театра и кино, народный артист СССР
- 9 мая — Орлов, Василий Александрович, артист МХАТ СССР имени М. Горького, режиссёр и педагог, народный артист СССР
- 2 июля — Дорофеев, Владимир Андреевич, актёр театра и кино, заслуженный артист РСФСР
- 6 сентября — Бакланова, Ольга Владимировна, русская и американская актриса театра и кино
- 2 октября — Шукшин, Василий Макарович, русский писатель, сценарист, актёр и режиссёр кино, заслуженный деятель искусств РСФСР
- 8 октября — Веригина, Валентина Петровна, российская и советская актриса театра и кино
- 23 октября — Орлов, Александр Александрович, артист балета, оперетты, эстрады и кино, заслуженный артист РСФСР
- 14 декабря — Шебуев, Георгий Александрович, советский актёр театра, народный артист РСФСР, лауреат Сталинской премии
- Гольдблат, Моисей Исаакович, советский театральный режиссёр и актёр.